# 2022–23 プリメーラ・フェデラシオン

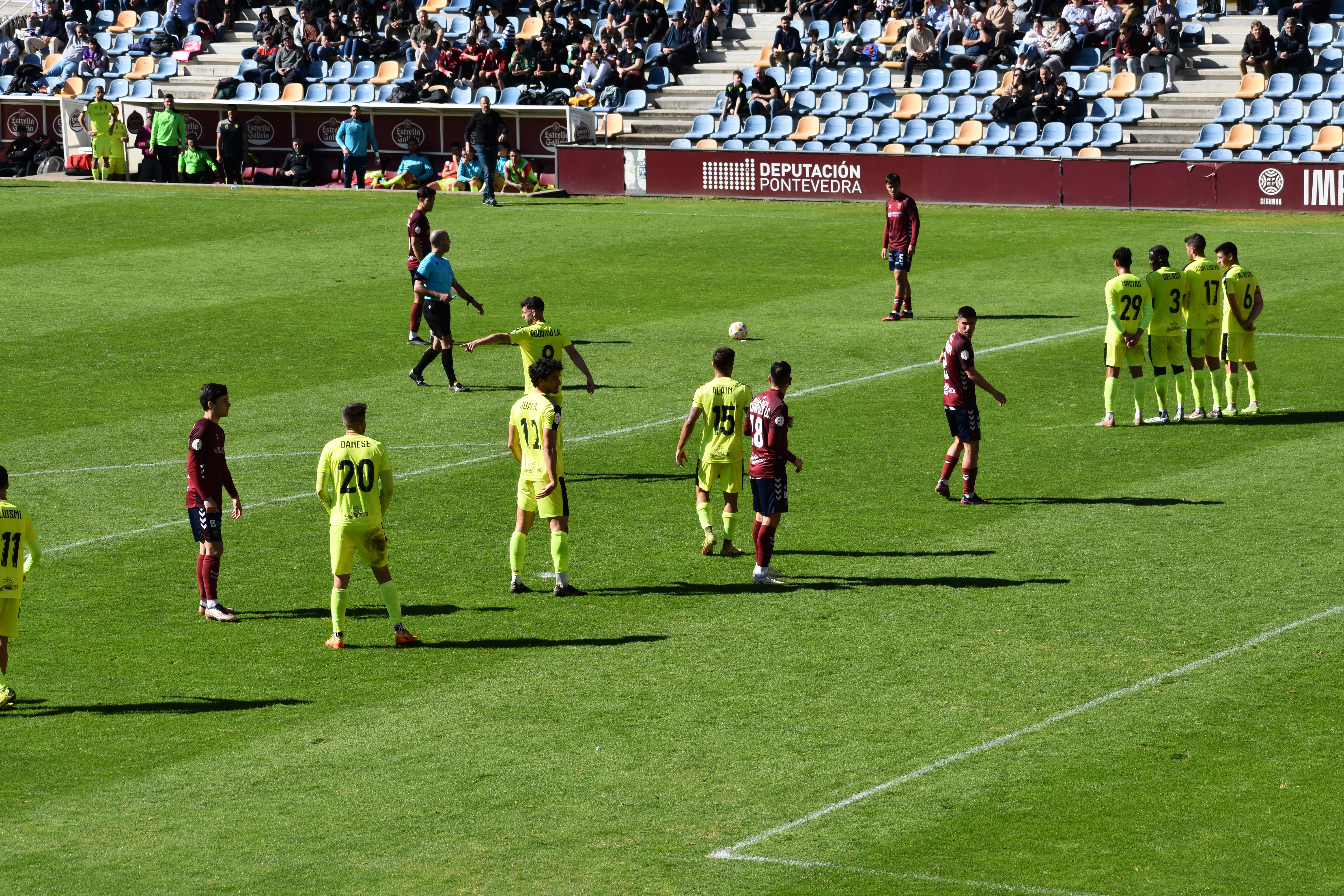
Match between Pontevedra and Ceuta on 26 February 2023, at the Pasarón

2022-23シーズンのプリメーラ・フェデラシオン（The 2022–23 Primera Federación）は、スペインのサッカーリーグで3番目のレベルであるプリメーラ・フェデラシオンの2シーズン目。

## 競争システム
40チームが参加。地理的な近さによって20クラブずつ2つのグループに分けられた。各グループの王者は自動的にセグンダ・ディビシオンに昇格し、2位から5位は昇格プレーオフを戦い、下位5チームはセグンダ・フェデラシオンに降格した。